# Jean-Joseph Verguin
 (janvier 2009).
Jean-Joseph Verguin, né le 16 août 1701 à Toulon et mort le 29 avril 1777 est un ingénieur géographe français.

## Biographie
Fils d’un capitaine de brûlot de la marine. C’est sous la houlette des Jésuites du séminaire de la marine à Toulon qu’il effectue ses études scientifiques supérieures, comme il était souvent de règle pour les futurs cadres de la marine. Le père Laval, éminent astronome provençal, tient une place particulière dans cette formation. En 1720, il embarque aux côtés du père Laval pour effectue une reconnaissance hydrographique de l’embouchure du Mississippi. Quelques années après, il est embauché comme dessinateur aux Bâtiments civils de la marine et participe à la visite des forêts de Provence susceptibles de fournir des bois de charpenterie navale et en dresse les cartes. Après une brève affectation comme ingénieur en Italie au service de l’empereur d’Autriche, il revient à Toulon et lève les cartes des rades fréquentées par l’escadre de Méditerranée. À cette occasion, il manque de peu de se faire capturer pour espionnage lorsqu’il relève les fortifications et la rade d’Alger.
En 1734, Verguin est désigné comme ingénieur pour accompagner en Amérique méridionale une équipe de savants de l’Académie royale des sciences. Conduits par La Condamine, les académiciens doivent mesurer la longueur d’un arc de méridien, afin de déterminer la forme de la Terre, aplatie aux pôles ou oblongue. L’expédition le retient douze ans en Amérique, au cours desquels il assiste à de nombreuses éruptions volcanique ou tremblements de terre et prend part à des observations scientifiques de toutes sortes : mesure de la vitesse du son, triangulation du méridien, mesures astronomiques. Il dresse les cartes de l’expédition. L’Académie des sciences le nomme membre correspondant.
De retour à Toulon en 1747, Verguin est chargé en chef de la direction des Bâtiments civils de la marine. Il se consacre à doter le port militaire des installations qui lui font défaut depuis son aménagement sous Louis XIV, ou à moderniser celles qui le nécessitent. Il dote l’arsenal d’une boulangerie à neuf fours doubles, pour augmenter la capacité de production de biscuit de mer. Il conçoit un projet de casernes des matelots qui préfigure les dépôts des équipages à terre créés au XIXe siècle. Il réaménage la partie orientale de l’arsenal, en construisant notamment le bâtiment de l’horloge et un ensemble de hangars de conservation des bois de construction navale. Il contribue activement à la réalisation de la première forme de radoub de Toulon, pensée en partie par Groignard et dont il conçoit et réalise la structure maçonnée.
Il étudie toujours les projets d’amélioration de l’arsenal lorsqu’il meurt le 29 avril 1777.

## Sources
- Alfred Doneaud Du Plan, Histoire de l’Académie de Marine, Paris, Berger-Levrault, 1878.
- Archives nationales, fonds Marine C7 (dossier individuel).
- Service historique de la défense, département marine à Toulon.